# Big Merino

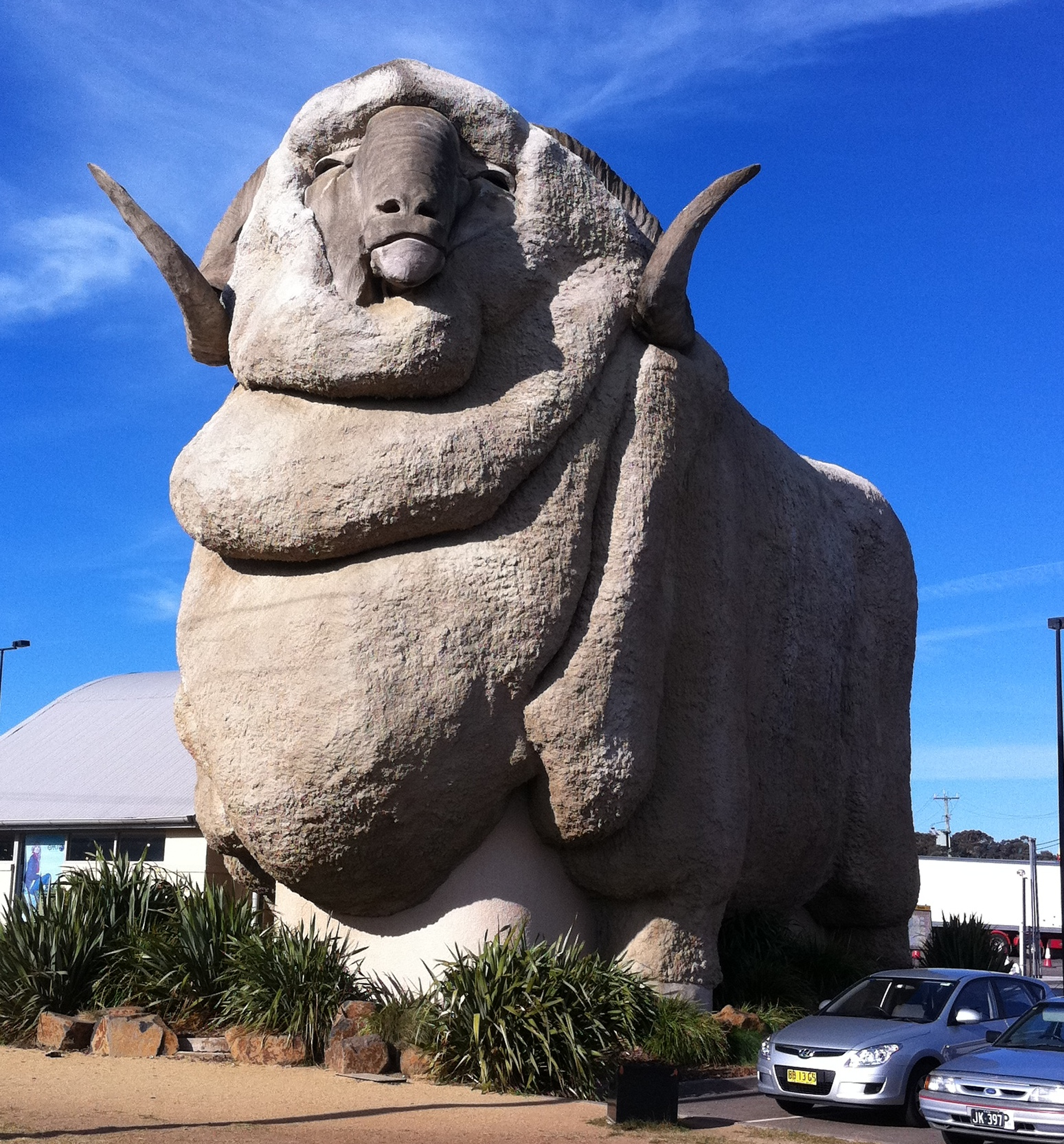

Big Merino är en 15,2 meter hög och 18 meter lång staty i Goulburn i Australien föreställande ett merinofår. Statyn är gjord i betong och uppfördes 1985 för att fira områdets ullindustri. 2006 flyttades statyn för att göra den mer tillgänglig för turister. 